# Saint-Martial-de-Mirambeau
Saint-Martial-de-Mirambeau è un comune francese di 227 abitanti situato nel dipartimento della Charente Marittima nella regione della Nuova Aquitania.

## Società

### Evoluzione demografica
Abitanti censiti